# Marina mercant
La marina mercant és la branca comercial de la marina civil, tot contrastant amb l'armada; consisteix, doncs, en el conjunt d'organitzacions, persones, embarcacions i altres recursos dedicats a activitats de transport aquàtic marítim. En alguns països, emperò, la marina mercant està organitzada de manera que pugui incorporar-se a l'armada com a força auxiliar, en cas de guerra o de catàstrofe nacional. Inclou activitats transversals, com ara l'autoritat marítima civil, la formació nàutica, les operacions portuàries i la investigació marítima.
A l'Estat Espanyol, la marina mercant és una competència estatal. L'Estat té prop de 8000 quilòmetres de costa i el 74% del comerç es realitza amb el transport marítim, però en canvi la pèrdua de flota mercant i pesquera ha estat una constant, de 182 bucs mercants el 2005 a 132 el 2017. Segons la CGT la marina mercant el 2017 «és font de treball precari, amb baixos salaris, fregant el semiesclavisme, com a pagament a un treball dur, penós i arriscat».

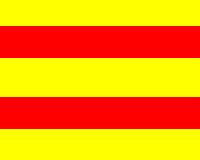
Senyera de la marina mercant catalana

És la part més important de la marina civil que a més reuneix la marina pesquera i la marina esportiva o de plaer.

## Tipus de vaixells
La flota mercant es compon de diversos tipus de vaixells, com entre d'altres:
- vaixells de càrrega a granel, siguin líquids com petroli, gas liquat, olis vegetals, vi o secs com sorra, grava, blat, deixalles, mena de ferro, carbó…
- vaixells de càrrega a la peça, fins a l'arribada dels portacontenidors, era el més comú. Avui en dia serveixen sobretot per a productes fora de format que no caben a contenidors o per a productes voluminosos de format estandarditzat com ara cotxes
- portacontenidors
- vaixells de serveis especialitzats: grues, de draga, d'observació científica, de pràctics
- vaixells de short sea shipping, siguin a granel, de contenidors o de mercaderia a la peça
- transbordadors: la majoria són una combinació de càrrega de passatgers i automòbils, per a rutes regulars entre ports
- Vaixells-hotels per als èquips de construcció i manteniment d'aerogeneradors d'alta mar o de plataformes petrolieres o de gas
- creuers